# Knäck
Knäck – szwedzka odmiana cukierków typu toffi, przygotowywanych najczęściej metodami domowymi na święta Bożego Narodzenia.

## Charakterystyka
Najważniejszymi składnikami masy tworzącej knäck są cukier, masło i śmietana (36%) oraz posiekane migdały. Składniki miesza się, doprowadza do wrzenia i gotuje kilkanaście-kilkadziesiąt minut. Gorącą masę przekłada się do pergaminowych foremek na babeczki (w przeszłości papierowych, wycinanych samodzielnie) i pozostawia do zastygnięcia.

## Historia
Najstarszy przepis na słodycze pochodzi z 1858 (książka kucharska dla dzieci). W 1900 recepturę zbliżoną do obecnej opublikowano w książce kucharskiej Iduns hjälpreda pod redakcją Mathildy Langlet. W pierwszej połowie XX wieku zamiast migdałów stosowano miażdżone suchary dające bardziej porowatą teksturę i więcej przestrzeni na masę.